# 29307 Torbernbergman
29307 Torbernbergman este un asteroid din centura principală de asteroizi.

## Descriere
29307 Torbernbergman este un asteroid din centura principală de asteroizi. A fost descoperit pe 9 octombrie 1993 la Observatorul La Silla de Eric Walter Elst. Asteroidul prezintă o orbită caracterizată de o semiaxă mare de 2,60 ua, o excentricitate de 0,12 și o înclinație de 6,3° în raport cu ecliptica.